# Lynn Abbey
Marilyn Lorraine "Lynn" Abbey (Peekskill, Nova York, 18 de setembre de 1948) és una escriptora estatunidenca de literatura fantàstica.

## Carrera
Abbey va començar a publicar l'any 1979 amb Daughter of the Bright Moon i el conte The Face of Chaos. El 28 d'agost de 1982 es va casar amb Robert Asprin, qui es va convertir en el seu editor.
Va començar a escriure per a la companyia editorial TSR, Inc. el 1994 mentre continuava escrivint novel·les i editant antologies. Treballant per TSR va contribuir enalgunes històries del popular joc de rol Dungeons & Dragons. Abbey també va escriure part de la sèrie Dark Sun de TSR, començant amb The Brazen Gambit. Altres novel·les de la sèrie inclouen The Rise and Fall of a Dragon King, una novel·la que explora el tema del genocidi, un tema central en la història antiga d'Athas, el món en el qual es desenvolupa l'escenari de Dark Sun. Al costat de Cinnabar Shadows, els tres llibres d'Abbey escrits per a l'escenari d'Athas es duen a terme als voltants de la ciutat estat d'Urik.